# Yushania
Yushania là một chi thực vật có hoa trong họ Hòa thảo (Poaceae).

## Loài
Chi Yushania gồm các loài: